# Mike Stothers
Michael Patrick Stothers, dit Mike Stothers (né le 22 février 1962 à Toronto, dans la province de l'Ontario au Canada) est un joueur retraité et entraîneur professionnel de hockey sur glace. Il évoluait au poste de défenseur.

## Carrière de joueur
Stohers débute au hockey à Kingston en jouant pour les Canadians de Kingston de la Ligue de hockey de l'Ontario. En 1980, il est le premier choix des Flyers de Philadelphie lors du repêchage annuel de la Ligue nationale de hockey. En 1982, après l'élimination de Kingston en séries, il rejoint les Mariners du Maine, club-école des Flyers dans la Ligue américaine de hockey, pour terminer la saison avec eux.
Il passe deux saisons dans la LAH avant de jouer son premier match dans la LNH en 1984-1985. Il dispute essentiellement les deux saisons suivantes dans la LAH avant d'être échangé aux Maple Leafs de Toronto lors de la saison 1987-1988. Il joue 18 matchs avec ces derniers avant de passer les quatre dernières saisons de sa carrière professionnelle dans la LAH avec les Bears de Hershey.

### Carrière d'entraîneur
Lors de sa dernière saison avec les Bears, il est également entraîneur-adjoint de l'équipe dirigée par Mike Eaves. Il passe les deux saisons suivantes à ce poste puis quatre nouvelles comme entraîneur-assistant des Phantoms de Philadelphie.
En 2000, il est nommé assistant dans l'équipe des Flyers. En 2002, il devient l'entraîneur en chef de l'Attack d'Owen Sound dans la Ligue de hockey de l'Ontario. Il occupe ce poste pendant cinq saisons puis obtient le poste d'entraîneur en chef des Griffins de Grand Rapids dans la LAH. Mais son équipe n'ayant pu se qualifier pour les séries éliminatoires, il est renvoyé au bout d'une seule saison.
Après deux saisons d'inactivités, il est nommé entraîneur-adjoint des Thrashers d'Atlanta.

## Statistiques

### Statistiques de joueur
| Saison     | Équipe                 | Ligue      |     | Saison régulière | Saison régulière | Saison régulière | Saison régulière | Saison régulière |    | Séries éliminatoires | Séries éliminatoires | Séries éliminatoires | Séries éliminatoires | Séries éliminatoires |
| Saison     | Équipe                 | Ligue      | PJ  | B                | A                | Pts              | Pun              | PJ               | B  | A                    | Pts                  | Pun                  |                      |                      |
| 1979-1980  | Canadians de Kingston  | AHO        | 66  | 4                | 23               | 27               | 137              |                  |    |                      |                      |                      |                      |                      |
| 1980-1981  | Canadians de Kingston  | LHO        | 65  | 4                | 22               | 26               | 237              |                  |    |                      |                      |                      |                      |                      |
| 1981-1982  | Canadians de Kingston  | LHO        | 61  | 1                | 20               | 21               | 203              | 4                | 0  | 1                    | 1                    | 8                    |                      |                      |
| 1981-1982  | Mariners du Maine      | LAH        | 5   | 0                | 0                | 0                | 4                | 1                | 0  | 0                    | 0                    | 0                    |                      |                      |
| 1982-1983  | Mariners du Maine      | LAH        | 80  | 2                | 1                | 18               | 139              | 12               | 0  | 0                    | 0                    | 21                   |                      |                      |
| 1983-1984  | Mariners du Maine      | LAH        | 61  | 2                | 10               | 12               | 109              | 17               | 0  | 1                    | 1                    | 34                   |                      |                      |
| 1984-1985  | Bears de Hershey       | LAH        | 59  | 8                | 18               | 26               | 142              | --               | -- | --                   | --                   | --                   |                      |                      |
| 1984-1985  | Flyers de Philadelphie | LNH        | 1   | 0                | 0                | 0                | 0                | --               | -- | --                   | --                   | --                   |                      |                      |
| 1985-1986  | Bears de Hershey       | LAH        | 66  | 4                | 9                | 13               | 221              | 13               | 0  | 3                    | 3                    | 88                   |                      |                      |
| 1985-1986  | Flyers de Philadelphie | LNH        | 6   | 0                | 1                | 1                | 6                | 3                | 0  | 0                    | 0                    | 4                    |                      |                      |
| 1986-1987  | Hershey Bears          | LAH        | 75  | 5                | 11               | 16               | 283              | 5                | 0  | 0                    | 0                    | 10                   |                      |                      |
| 1986-1987  | Flyers de Philadelphie | LNH        | 2   | 0                | 0                | 0                | 4                | 2                | 0  | 0                    | 0                    | 7                    |                      |                      |
| 1987-1988  | Saints de Newmarket    | LAH        | 38  | 1                | 9                | 10               | 69               | --               | -- | --                   | --                   | --                   |                      |                      |
| 1987-1988  | Bears de Hershey       | LAH        | 13  | 3                | 2                | 5                | 55               | --               | -- | --                   | --                   | --                   |                      |                      |
| 1987-1988  | Flyers de Philadelphie | LNH        | 3   | 0                | 0                | 0                | 13               | --               | -- | --                   | --                   | --                   |                      |                      |
| 1987-1988  | Maple Leafs de Toronto | LNH        | 18  | 0                | 1                | 1                | 42               | --               | -- | --                   | --                   | --                   |                      |                      |
| 1988-1989  | Bears de Hershey       | LAH        | 76  | 4                | 11               | 15               | 262              | 9                | 0  | 2                    | 2                    | 29                   |                      |                      |
| 1989-1990  | Bears de Hershey       | LAH        | 56  | 1                | 6                | 7                | 170              | --               | -- | --                   | --                   | --                   |                      |                      |
| 1990-1991  | Bears de Hershey       | LAH        | 72  | 5                | 6                | 11               | 234              | 7                | 0  | 1                    | 1                    | 9                    |                      |                      |
| 1991-1992  | Bears de Hershey       | LAH        | 70  | 3                | 8                | 11               | 152              | 6                | 0  | 1                    | 1                    | 6                    |                      |                      |
| Totaux LAH | Totaux LAH             | Totaux LAH | 671 | 38               | 106              | 144              | 1840             | 70               | 0  | 8                    | 8                    | 197                  |                      |                      |
| Totaux LNH | Totaux LNH             | Totaux LNH | 30  | 0                | 2                | 2                | 65               | 5                | 0  | 0                    | 0                    | 11                   |                      |                      |

### Statistiques d'entraîneur
| Saison    | Équipe                   | Ligue |    | PJ | V  | D | N  | Pr     | % V                 |  | Séries éliminatoires |
| 2002-2003 | Attack d'Owen Sound      | LHO   | 68 | 27 | 30 | 7 | 4  | 47,8 % | Défaite au 1er tour |  |                      |
| 2003-2004 | Attack d'Owen Sound      | LHO   | 68 | 30 | 27 | 7 | 4  | 52,2 % | Défaite au 1er tour |  |                      |
| 2004-2005 | Attack d'Owen Sound      | LHO   | 68 | 40 | 18 | 7 | 3  | 66,2 % | Défaite au 1er tour |  |                      |
| 2005-2006 | Attack d'Owen Sound      | LHO   | 68 | 32 | 29 | 0 | 7  | 52,2 % | Défaite au 2e tour  |  |                      |
| 2006-2007 | Attack d'Owen Sound      | LHO   | 68 | 31 | 30 | 0 | 7  | 50,7 % | Défaite au 2e tour  |  |                      |
| 2007-2008 | Griffins de Grand Rapids | LAH   | 80 | 31 | 41 | 0 | 8  | 43,8 % | Non qualifié        |  |                      |
| 2011-2012 | Warriors de Moose Jaw    | LAH   | 72 | 45 | 19 | 0 | 8  | 68,1 % | Défaite au 3e tour  |  |                      |
| 2012-2013 | Warriors de Moose Jaw    | LAH   | 72 | 25 | 36 | 0 | 11 | 42,4 % | Non qualifié        |  |                      |
| 2013-2014 | Warriors de Moose Jaw    | LAH   | 72 | 21 | 42 | 0 | 9  | 35,4 % | Non qualifié        |  |                      |
| 2014-2015 | Monarchs de Manchester   | LAH   | 76 | 50 | 17 | 0 | 9  | 71,7 % | Champion            |  |                      |
| 2015-2016 | Reign d'Ontario          | LAH   | 68 | 44 | 19 | 0 | 5  | 64,7   | Défaite au 3e tour  |  |                      |

## Transactions en carrière
- Repêchage 1980 : réclamé par les Flyers de Philadelphie (1er choix de l'équipe, 21e choix au total).
- 4 décembre 1987 : échangé par les Flyers aux Maple Leafs de Toronto en retour de compensations futures.
- 21 juin 1988 : échangé par les Maple Leafs aux Flyers de Philadelphie en retour de Bill Root.